# Jeuram
Jeuram is een bestuurslaag in het regentschap Nagan Raya van de provincie Atjeh, Indonesië. Jeuram telt 619 inwoners (volkstelling 2010).